# Skoky do vody na mistrovství světa v plaveckých sportech 1975
Závody v skocích do vody na mistrovství světa v plaveckých sportech za rok 1975 proběhly v Cali, Kolumbie ve dnech 19. až 27. července 1975.

## Československá stopa
Československo reprezentovaly Milena Duchková (*1952) z pražského klubu Slavia VŠ. V disciplíně skoku z 3 m prkna obsadila Duchková 11. místo. Startovalo 24 závodnic. V disciplíně skoku z 10 m věže obsadila Duchková 5. místo. Startovalo 18 závodnic. Šéftrenérkou reprezentace byla Marie Čermáková.

## Výsledky
| Muži              | Zlato                  | Zlato  | Stříbro                   | Stříbro | Bronz                    | Bronz  |
| ----------------- | ---------------------- | ------ | ------------------------- | ------- | ------------------------ | ------ |
| Skoky z 3 m prkna | Philip Boggs (USA)     | 597,12 | Klaus Dibiasi (ITA)       | 588,21  | Vjačeslav Strachov (URS) | 577,59 |
| Skoky z 10 m věže | Klaus Dibiasi (ITA)    | 547,98 | Nikolaj Michajlin (URS)   | 532,94  | Carlos Girón (MEX)       | 529,71 |
| Ženy              | Zlato                  | Zlato  | Stříbro                   | Stříbro | Bronz                    | Bronz  |
| Skoky z 3 m prkna | Irina Kalininová (URS) | 489,91 | Teťjana Volynkinová (URS) | 473,37  | Christine Loocková (USA) | 466,92 |
| Skoky z 10 m věže | Janet Elyová (USA)     | 403,89 | Irina Kalininová (URS)    | 387,99  | Ulrika Knapeová (SWE)    | 387,90 |

## Medailová bilance
Ve skocích do vody se rozdělily celkem 4 sady medailí.
| Pořadí | Stát                |       | Muži    | Muži  | Muži  |         | Ženy  | Ženy  | Ženy    |       | Muži + Ženy | Muži + Ženy | Muži + Ženy | Celkem |
| Pořadí | Stát                | Zlato | Stříbro | Bronz | Zlato | Stříbro | Bronz | Zlato | Stříbro | Bronz |             |             |             | Celkem |
| ------ | ------------------- | ----- | ------- | ----- | ----- | ------- | ----- | ----- | ------- | ----- | ----------- | ----------- | ----------- | ------ |
| 1.     | USA (USA)           |       | 1       | 0     | 0     |         | 1     | 0     | 1       |       | 2           | 0           | 1           | 3      |
| 2.     | Sovětský svaz (URS) |       | 0       | 1     | 1     |         | 1     | 2     | 0       |       | 1           | 3           | 1           | 5      |
| 3.     | Itálie (ITA)        |       | 1       | 1     | 0     |         | 0     | 0     | 0       |       | 1           | 1           | 0           | 2      |
| 4.     | Švédsko (SWE)       |       | 0       | 0     | 0     |         | 0     | 0     | 1       |       | 0           | 0           | 1           | 1      |
| 5.     | Mexiko (MEX)        |       | 0       | 0     | 1     |         | 0     | 0     | 0       |       | 0           | 0           | 1           | 1      |
| Celkem | Celkem              |       | 2       | 2     | 2     |         | 2     | 2     | 2       |       | 4           | 4           | 4           | 12     |